# Stefanie Dolson
Stefanie Dolson (Port Jervis, 8 de janeiro de 1992) é uma jogadora estadunidense de basquete profissional que atualmente joga pelo New York Liberty da Women's National Basketball Association (WNBA).
Ela conquistou a medalha de ouro nos Jogos Olímpicos de Verão de 2020 na disputa 3x3 feminino com a equipe dos Estados Unidos, ao lado de Allisha Gray, Kelsey Plum e Jackie Young.